# Castro (film)
Castro è un film documentario del 2016 diretto da Paolo Civati.

## Trama
Roma, quartiere San Giovanni. Su via Castrense sorge uno stabile occupato. Le numerose famiglie che lo abitano l'hanno soprannominato Castro. Lo sgombero è ormai imminente e sarà la fine della convivenza comunitaria degli abitanti, un melting pot di facce e sfumature della pelle. Fra di loro ci sono Deborah, in perenne ricerca di lavoro, il suo compagno Claudio, che sta per finire di scontare la sua condanna ai domiciliari, lo scanzonato Robertino e il suo gatto Castro, l'anziano macellaio Franco, la famiglia Khalil, di origine egiziana, Sara e Saba, due bambine amiche per la pelle.

## Produzione
Il regista ha conosciuto la realtà dell'edificio occupato quando ha allestito una sala prove teatrale al suo interno.

## Riconoscimenti
- 2016 - Festival dei popoli
  - Premio Cinemaitaliano.info - CG Entertainment
  - Premio Gli imperdibili
  - Premio del pubblico MyMovies[2]
- 2017 - Doc/it Professional Award
  - Premio miglior film del territorio del Lazio[3]
- 2017 - MyArt Film Festival
  - Premio speciale della giuria - documentario[4]
- 2017 - Euganea Film Festival
  - Menzione speciale concorso internazionale[5]
- 2017 - Faito Doc Festival
  - Premio come miglior lungometraggio[6]